# Мальовниче (Хмельницький район)
Мальовнѝче — село в Україні, у Летичівській селищній територіальній громаді Хмельницького району Хмельницької області. Населення становить 43 особи.

## Історія
12 червня 2020 року, відповідно до розпорядження Кабінету Міністрів України № 727-р «Про визначення адміністративних центрів та затвердження територій територіальних громад Хмельницької області», увійшло до складу Летичівської селищної громади.
19 липня 2020 року, в результаті адміністративно-територіальної реформи та ліквідації Летичівського району, село увійшло до складу Хмельницького району.
5 червня 2025 року Постановою Верховної Ради України №4483-ІХ «Про перейменування окремих населених пунктів, назви яких містять символіку російської імперської політики або не відповідають стандартам державної мови» село Москалівка перейменовано на Мальовниче. 